# 29e cérémonie des Kids' Choice Awards
La 29e cérémonie des Kids' Choice Awards a lieu le 12 mars 2016 au Forum d'Inglewood.
Les prix récompensent des personnalités du monde de la télévision, du cinéma, de la musique, et ont été votés par les enfants.
Les premières nominations ont été annoncées le 2 février 2016.

## Palmarès

### Cinéma

#### Film préféré
- Hunger Games : La Révolte, partie 2 (The Hunger Games: Mockingjay - Part 2)
- Jurassic World

#### Film d'animation préféré
- Alvin et les Chipmunks : À fond la caisse (Alvin and the Chipmunks: The Road Chip)

#### Acteur de cinéma préféré
- Chris Pratt pour le rôle de Owen Grady dans Jurassic World

#### Actrice de cinéma préférée
- Jennifer Lawrence pour le rôle de Katniss Everdeen dans Hunger Games : La Révolte, partie 2 (The Hunger Games: Mockingjay - Part 2)

#### Voix préférée dans un film d'animation
- Justin Long pour la voix originale de Alvin dans Alvin et les Chipmunks : À fond la caisse (Alvin and the Chipmunks: The Road Chip)